# Liste des chapelles de la Nièvre
 (novembre 2024).
La liste des chapelles de la Nièvre présente les chapelles de culte catholique situées sur le territoire des communes du départements français de la Nièvre.
Il est fait état des diverses protections dont elles peuvent bénéficier, et notamment les inscriptions et classements au titre des monuments historiques.
Toutes sont situées dans le diocèse de Nevers.

## Liste
| Chapelle                                                                           | Commune                   | Adresse | Coordonnées                      | Notice         | Protection                     | Date | Illustration                                            |
| ---------------------------------------------------------------------------------- | ------------------------- | ------- | -------------------------------- | -------------- | ------------------------------ | ---- | ------------------------------------------------------- |
| Chapelle de l'ancien hospice des Sœurs de la Charité d'Achun                       | Achun                     |         | 47° 07′ 20″ nord, 3° 40′ 57″ est |                |                                |      | Image manquante Téléverser                              |
| Chapelle Saint-Roch d'Amazy                                                        | Amazy                     |         | 47° 23′ 37″ nord, 3° 33′ 04″ est |                |                                |      | Image manquante Téléverser                              |
| Chapelle de Saint-Lazare d'Armes                                                   | Armes                     |         | 47° 27′ 18″ nord, 3° 32′ 10″ est | « PA00112794 » | Inscrit MH                     | 1929 | Chapelle de Saint-Lazare d'Armes                        |
| Chapelle d'Asnois                                                                  | Asnois                    |         | 47° 23′ 54″ nord, 3° 35′ 53″ est |                |                                |      | Image manquante Téléverser                              |
| Chapelle du château de Vauban                                                      | Bazoches                  |         | 47° 21′ 31″ nord, 3° 47′ 15″ est |                |                                |      | Image manquante Téléverser                              |
| Chapelle du cimetière de Bazoches                                                  | Bazoches                  |         | 47° 22′ 50″ nord, 3° 47′ 11″ est |                |                                |      | Image manquante Téléverser                              |
| Chapelle du château de Bazoches                                                    | Bazoches                  |         | à géolocaliser                   |                |                                |      | Image manquante Téléverser                              |
| Chapelle Sainte-Catherine, dite de Bois-Château de Billy-Chevannes                 | Billy-Chevannes           |         | 47° 02′ 03″ nord, 3° 27′ 09″ est |                |                                |      | Image manquante Téléverser                              |
| Chapelle Saint-Marc de Bitry                                                       | Bitry                     |         | 47° 29′ 38″ nord, 3° 04′ 57″ est |                |                                |      | Chapelle Saint-Marc de Bitry                            |
| Chapelle Sainte-Anne de Cosme                                                      | Bouhy                     |         | 47° 30′ 16″ nord, 3° 10′ 07″ est |                |                                |      | Chapelle Sainte-Anne de Cosme                           |
| Chapelle Notre-Dame de Marcilly                                                    | Cervon                    |         | 47° 12′ 53″ nord, 3° 42′ 12″ est |                |                                |      | Image manquante Téléverser                              |
| Chapelle Sainte-Anne du bois de Sainte-Anne                                        | Chasnay                   |         | 47° 13′ 39″ nord, 3° 09′ 51″ est |                |                                |      | Image manquante Téléverser                              |
| Chapelle Saint-Jacques de Changy                                                   | Chevannes-Changy          |         | 47° 18′ 47″ nord, 3° 27′ 17″ est |                |                                |      | Image manquante Téléverser                              |
| Chapelle Saint-Roch de Montbois                                                    | Château-Chinon (Campagne) |         | 47° 05′ 08″ nord, 3° 56′ 04″ est | « IA00002180 » |                                |      | Chapelle Saint-Roch de Montbois                         |
| Chapelle du Chêne de Château-Chinon                                                | Château-Chinon (Ville)    |         | 47° 03′ 25″ nord, 3° 55′ 19″ est |                |                                |      | Chapelle du Chêne de Château-Chinon                     |
| Chapelle des évêques de Bethléem                                                   | Clamecy                   |         | 47° 27′ 36″ nord, 3° 31′ 28″ est | « PA00112849 » | Inscrit MH                     | 1927 | Chapelle des évêques de Bethléem                        |
| Chapelle du Moulot de Clamecy                                                      | Clamecy                   |         | 47° 27′ 12″ nord, 3° 28′ 18″ est |                |                                |      | Chapelle du Moulot de Clamecy                           |
| Chapelle de Faubouloin                                                             | Corancy                   |         | 47° 07′ 18″ nord, 3° 58′ 34″ est | « IA00002188 » |                                |      | Chapelle de Faubouloin                                  |
| Chapelle du couvent des Ursulines et congrégation du Sacré-Cœur de Corbigny        | Corbigny                  |         | 47° 15′ 24″ nord, 3° 40′ 52″ est |                |                                |      | Image manquante Téléverser                              |
| Chapelle Notre-Dame de Sarre de la Garenne                                         | Corbigny                  |         | 47° 15′ 56″ nord, 3° 40′ 37″ est |                |                                |      | Image manquante Téléverser                              |
| Chapelle du cimetière de Corvol-l'Orgueilleux                                      | Corvol-l'Orgueilleux      |         | 47° 26′ 01″ nord, 3° 24′ 27″ est |                |                                |      | Image manquante Téléverser                              |
| Chapelle du prieuré Saint-Marc de Saint-Marc                                       | Corvol-l'Orgueilleux      |         | 47° 25′ 52″ nord, 3° 21′ 29″ est |                |                                |      | Image manquante Téléverser                              |
| Chapelle Saint-Côme-et-Saint-Damien de Saint-Georges                               | Corvol-l'Orgueilleux      |         | 47° 24′ 38″ nord, 3° 21′ 53″ est |                |                                |      | Image manquante Téléverser                              |
| Chapelle Notre-Dame de Galles de Cosne-Cours-sur-Loire                             | Cosne-Cours-sur-Loire     |         | 47° 24′ 29″ nord, 2° 56′ 23″ est |                |                                |      | Image manquante Téléverser                              |
| Chapelle Sainte-Brigitte de Villechaud                                             | Cosne-Cours-sur-Loire     |         | 47° 22′ 12″ nord, 2° 53′ 51″ est |                |                                |      | Image manquante Téléverser                              |
| Chapelle Saint-Thibault de Decize                                                  | Decize                    |         | 46° 50′ 08″ nord, 3° 28′ 01″ est | « PA00112872 » | Inscrit MH                     | 1968 | Chapelle Saint-Thibault de Decize                       |
| Chapelle de la maison de retraite de Donzy                                         | Donzy                     |         | à géolocaliser                   |                |                                |      | Image manquante Téléverser                              |
| Chapelle de l'Immaculée-Conception de la Licotte                                   | Donzy                     |         | à géolocaliser                   |                |                                |      | Image manquante Téléverser                              |
| Chapelle du château de Champromain                                                 | Donzy                     |         | 47° 22′ 16″ nord, 3° 08′ 35″ est |                |                                |      | Image manquante Téléverser                              |
| Chapelle Notre-Dame-de-Lourdes du couvent du clos Nazareth de Grand Crezan         | Donzy                     |         | à géolocaliser                   |                |                                |      | Image manquante Téléverser                              |
| Chapelle Sainte-Marie-de-la-Compassion du couvent du Clos Nazareth de Grand Crezan | Donzy                     |         | à géolocaliser                   |                |                                |      | Image manquante Téléverser                              |
| Chapelle Saint-Marc du Vieux Dun                                                   | Dun-les-Places            |         | 47° 18′ 46″ nord, 3° 59′ 26″ est |                |                                |      | Image manquante Téléverser                              |
| Chapelle de la maison de retraite d'Entrains-sur-Nohain                            | Entrains-sur-Nohain       |         | à géolocaliser                   |                |                                |      | Chapelle de la maison de retraite d'Entrains-sur-Nohain |
| Chapelle Notre-Dame-de-la-Nativité dite chapelle de la Chaume de Hubans            | Grenois                   |         | 47° 18′ 14″ nord, 3° 31′ 08″ est |                |                                |      | Image manquante Téléverser                              |
| Chapelle Saint-Germain de Guipy                                                    | Guipy                     |         | à géolocaliser                   |                |                                |      | Image manquante Téléverser                              |
| Chapelle du Sacré-Cœur de La Charité-sur-Loire                                     | La Charité-sur-Loire      |         | à géolocaliser                   |                |                                |      | Image manquante Téléverser                              |
| Chapelle dite La Bergerie de La Fermeté                                            | La Fermeté                |         | à géolocaliser                   |                |                                |      | Image manquante Téléverser                              |
| Chapelle Saint-Gengoult de Larochemillay                                           | Larochemillay             |         | 46° 52′ 06″ nord, 3° 59′ 05″ est | « PA58000012 » | Inscrit MH                     | 1998 | Image manquante Téléverser                              |
| Chapelle Notre-Dame du Vieux-Château de Lormes                                     | Lormes                    |         | à géolocaliser                   |                |                                |      | Image manquante Téléverser                              |
| Chapelle du château de Marigny-sur-Yonne                                           | Marigny-sur-Yonne         |         | 47° 16′ 38″ nord, 3° 39′ 13″ est |                |                                |      | Image manquante Téléverser                              |
| Chapelle d'Abon                                                                    | Maux                      |         | 47° 02′ 13″ nord, 3° 44′ 49″ est |                |                                |      | Chapelle d'Abon                                         |
| Chapelle Notre-Dame-de-la-Tête-Ronde                                               | Menou                     |         | 47° 22′ 20″ nord, 3° 16′ 20″ est | « PA00132543 » | Inscrit MH                     | 1994 | Chapelle Notre-Dame-de-la-Tête-Ronde                    |
| Chapelle de Metz-Le-Comte                                                          | Metz-le-Comte             |         | 47° 23′ 32″ nord, 3° 38′ 10″ est | « IA58000012 » |                                |      | Image manquante Téléverser                              |
| Chapelle du Banquet                                                                | Mhère                     |         | 47° 12′ 00″ nord, 3° 53′ 22″ est |                |                                |      | Chapelle du Banquet                                     |
| Chapelle Saint-Jean-Baptiste de Montenoison                                        | Montenoison               |         | 47° 12′ 57″ nord, 3° 25′ 37″ est |                |                                |      | Chapelle Saint-Jean-Baptiste de Montenoison             |
| Chapelle Saint-Bernardin de Chassy                                                 | Montigny-en-Morvan        |         | 47° 10′ 01″ nord, 3° 50′ 15″ est |                |                                |      | Image manquante Téléverser                              |
| Chapelle Saint-Pierre-aux-Liens de Mont-Sabot                                      | Neuffontaines             |         | 47° 21′ 15″ nord, 3° 44′ 14″ est | « PA00112930 » | Inscrit MH                     | 1987 | Chapelle Saint-Pierre-aux-Liens de Mont-Sabot           |
| Chapelle du château de Vignes-le-Haut                                              | Neuffontaines             |         | 47° 20′ 21″ nord, 3° 44′ 06″ est | « IA58000017 » |                                |      | Image manquante Téléverser                              |
| Chapelle Saint-Sylvain de Nevers                                                   | Nevers                    |         | 46° 59′ 47″ nord, 3° 10′ 11″ est | « PA58000019 » | Inscrit MH                     | 2001 | Chapelle Saint-Sylvain de Nevers                        |
| Chapelle Notre-Dame-de-Pitié de Nevers                                             | Nevers                    |         | 46° 59′ 38″ nord, 3° 09′ 36″ est | « PA58000029 » | Inscrit MH                     | 2006 | Chapelle Notre-Dame-de-Pitié de Nevers                  |
| Chapelle Sainte-Marie de Nevers                                                    | Nevers                    |         | 46° 59′ 21″ nord, 3° 09′ 30″ est | « PA00112939 » | Classé MH                      | 1862 | Chapelle Sainte-Marie de Nevers                         |
| Chapelle des Oratoriens de Nevers                                                  | Nevers                    |         | 46° 59′ 16″ nord, 3° 09′ 39″ est | « PA00112938 » | Classé MH Façade               | 1913 | Chapelle des Oratoriens de Nevers                       |
| Chapelle funéraire de la famille Laborde                                           | Nevers                    |         | 46° 59′ 56″ nord, 3° 10′ 06″ est | « PA58000014 » | Inscrit MH                     | 1999 | Chapelle funéraire de la famille Laborde                |
| Chapelle Sainte-Bernadette de Nevers                                               | Nevers                    |         | à géolocaliser                   |                |                                |      | Image manquante Téléverser                              |
| Chapelle Saint-Joseph de Nevers                                                    | Nevers                    |         | à géolocaliser                   |                |                                |      | Chapelle Saint-Joseph de Nevers                         |
| Chapelle de Bonneçon                                                               | Nuars                     |         | 47° 22′ 49″ nord, 3° 43′ 23″ est |                |                                |      | Image manquante Téléverser                              |
| Chapelle Sainte-Anne de Paroy                                                      | Oisy                      |         | à géolocaliser                   |                |                                |      | Image manquante Téléverser                              |
| Chapelle de Poissons                                                               | Poiseux                   |         | 47° 08′ 06″ nord, 3° 15′ 03″ est | « PA00112986 » | Inscrit MH                     | 1981 | Chapelle de Poissons                                    |
| Chapelle du cimetière de Pouilly-sur-Loire                                         | Pouilly-sur-Loire         |         | 47° 17′ 13″ nord, 2° 57′ 18″ est | « PA00112989 » | Inscrit MH Façades et toitures | 1971 | Image manquante Téléverser                              |
| Chapelle Saint-Roch du bois de Galloire                                            | Saint-Aubin-des-Chaumes   |         | 47° 22′ 27″ nord, 3° 46′ 20″ est | « IA00002589 » |                                |      | Chapelle Saint-Roch du bois de Galloire                 |
| Chapelle Notre-Dame-du-Charme de Saint-Bonnot                                      | Saint-Bonnot              |         | à géolocaliser                   |                |                                |      | Image manquante Téléverser                              |
| Chapelle de Cervenon                                                               | Saint-Germain-des-Bois    |         | à géolocaliser                   |                |                                |      | Image manquante Téléverser                              |
| Chapelle Saint-Marcel de Thurigny                                                  | Saint-Germain-des-Bois    |         | à géolocaliser                   |                |                                |      | Image manquante Téléverser                              |
| Chapelle Saint-Gratien de Saint-Gratien-Savigny                                    | Saint-Gratien-Savigny     |         | à géolocaliser                   |                |                                |      | Image manquante Téléverser                              |
| Chapelle du château de Mouasse                                                     | Saint-Hilaire-en-Morvan   |         | à géolocaliser                   |                |                                |      | Image manquante Téléverser                              |
| Chapelle de Saint-Honoré-les-Bains                                                 | Saint-Honoré-les-Bains    |         | à géolocaliser                   |                |                                |      | Chapelle de Saint-Honoré-les-Bains                      |
| Chapelle priorale clunisienne Saint-Mayeul de Montempuis                           | Saint-Parize-en-Viry      |         | à géolocaliser                   |                |                                |      | Image manquante Téléverser                              |
| Chapelle de la Pouge                                                               | Saint-Pierre-du-Mont      |         | à géolocaliser                   |                |                                |      | Image manquante Téléverser                              |
| Chapelle templière de Villemoison la Commanderie                                   | Saint-Père                |         | à géolocaliser                   |                |                                |      | Chapelle templière de Villemoison la Commanderie        |
| Chapelle du couvent de Saint-Saulge                                                | Saint-Saulge              |         | à géolocaliser                   |                |                                |      | Image manquante Téléverser                              |
| Chapelle Sainte-Thérèse-de-l'Enfant-Jésus de Sermoise-sur-Loire                    | Sermoise-sur-Loire        |         | à géolocaliser                   |                |                                |      | Image manquante Téléverser                              |
| Chapelle Saint-Germain de la Forêt                                                 | Surgy                     |         | 47° 28′ 49″ nord, 3° 31′ 11″ est |                |                                |      | Image manquante Téléverser                              |
| Chapelle du cimetière de Toury-Lurcy                                               | Toury-Lurcy               |         | 46° 44′ 24″ nord, 3° 25′ 49″ est |                |                                |      | Image manquante Téléverser                              |
| Chapelle Notre-Dame-de-Pitié de Toury-sur-Jour                                     | Toury-sur-Jour            |         | 46° 43′ 18″ nord, 3° 14′ 34″ est |                |                                |      | Image manquante Téléverser                              |
| Chapelle du Four du Vaux                                                           | Varennes-Vauzelles        |         | 47° 01′ 00″ nord, 3° 07′ 52″ est |                |                                |      | Chapelle du Four du Vaux                                |
| Chapelle Saint-Lazare de Varzy                                                     | Varzy                     |         | 47° 20′ 37″ nord, 3° 22′ 10″ est |                |                                |      | Image manquante Téléverser                              |
| Chapelle du château de Cuncy                                                       | Villiers-sur-Yonne        |         | 47° 25′ 33″ nord, 3° 33′ 19″ est |                |                                |      | Image manquante Téléverser                              |